# Chicago (書体)

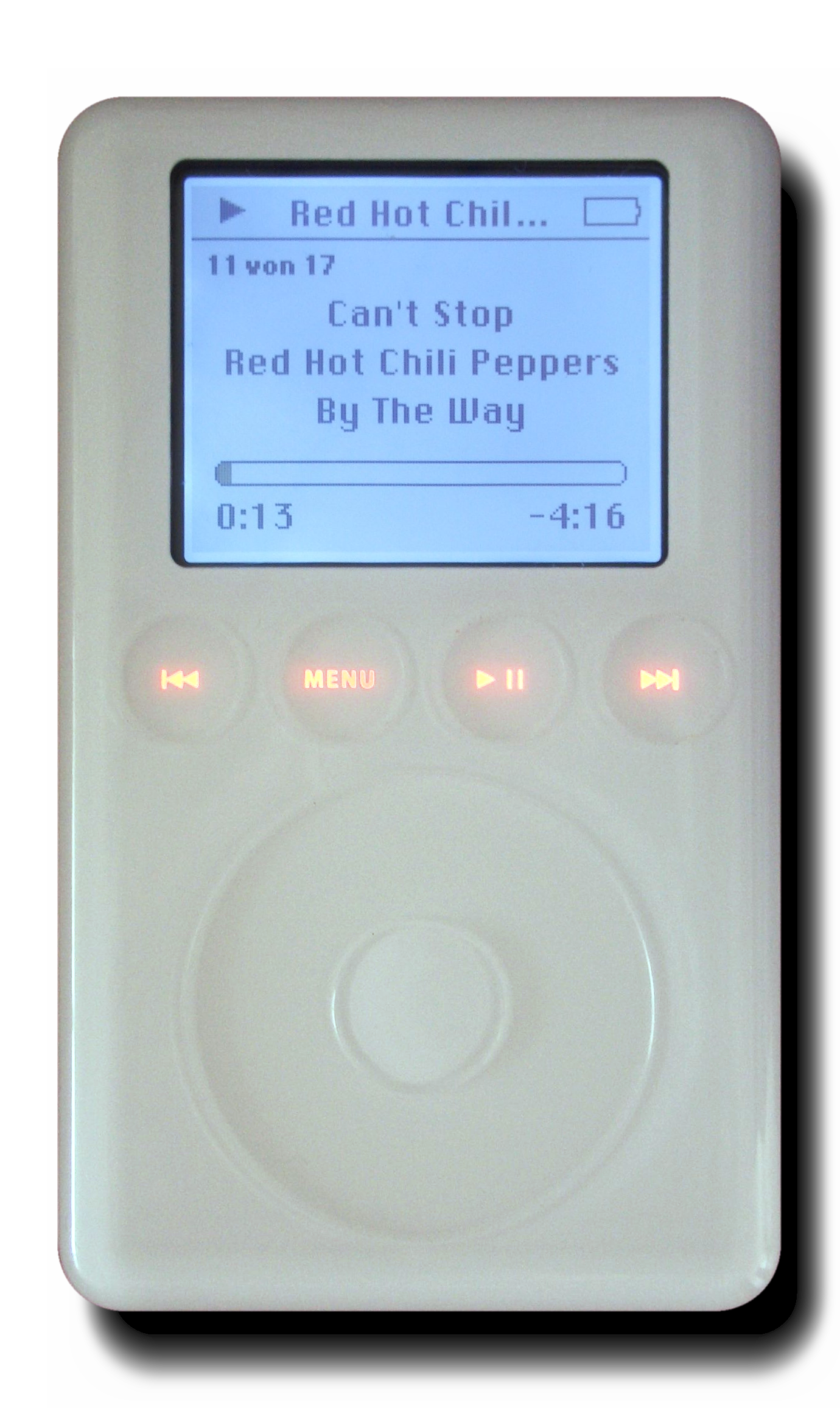
ユーザーインターフェイスに改良されたChicago書体が用いられた第3世代iPod

Chicagoは、スーザン・ケアによってApple Macintoshのためにデザインされたサンセリフ書体。
Macintoshの最初期からオペレーティングシステムに搭載されていたフォントの一つ。1984年のSystem 1から1997年のSystem 7までClassic Mac OSのラテン文字言語版におけるユーザインタフェース用フォント（システムフォント）として用いられた。見た目が独特なChicagoは、Macintoshの初期のマーケティング素材のロゴにも使われ、Appleのブランドアイデンティティにおいて大きな役割を担った。後に同社製デジタル音楽プレーヤ・iPodのユーザインタフェースでも使用された。

## 歴史
ケアはChicagoがMacintosh用に作られた最初のフォントであると述べている。フォント名称は米国の都市シカゴにちなんだもので、Macintosh開発チームがフォント名を世界の都市にちなんで付けるという慣習に落ち着く前は、Elefontと呼ばれていた（Elefontは1978年にBob McGrathによってデザインされた太字のセミ・セリフ書体）。
初期のMacintoshのグラフィックシステムはグレースケール表示がサポートされておらず、モノクロ表示のディスプレイにおいて「選択できないメニュー項目」を示すために網目のトーンで文字がグレーアウト表示されても、可読性を持つことがChicagoの特徴である。大文字のO（オー）と区別するため0（ゼロ）にはスラッシュがある。
当初は12ポイントのビットマップフォントのみであったが、以後、他のサイズのタイプフェイスも追加され、1991年に書体デザイナーBigelow & HolmesによってTrueType規格のアウトラインフォントが作成された。その後、文字間隔の微調整が行われたのみで、Mac OS 7.6までシステムのメニュー、ダイアログ、ウインドウタイトルおよびテキストラベルに使用された。
日本語版Mac OSのシステムフォントは、Sapporo、OsakaなどChicagoとは異なるゴシック体で、ラテン文字部分はHelveticaやGenevaであった。欧米版システム風の外観を好むユーザーのために、Chicagoに似せて作られた日本語フリーウェアフォントがインターネット上で流通していた。
1997年、Mac OS 8でグラフィカルユーザーインターフェースの外観が一新されたのに伴い、システムフォントがChicagoからCharcoalフォントに変更された。Chicagoは標準インストールされるフォントとしては残り、CharcoalはChicagoの形状を基に設計されていたことから、AppleはChicagoを基準とするユーザインタフェースをデザインし続けるよう開発者に促していた。
1990年代、任天堂スーパーファミコン用のスクウェア製ゲームソフト「ファイナルファンタジーVI」や「クロノ・トリガー」などの英語版に採用された。
Chicagoは低解像度のモノクロスクリーンでも読みやすいという特徴から、2001年に発売された小画面の携帯型音楽プレーヤーiPodのユーザーインターフェイスで復活した。2004年のiPod miniではより小さなフォントが必要となり、Apple Newtonから転用されたEspy Sansフォントに置き換わった。カラースクリーンが搭載されたiPod Photo（2004年）のインターフェースでは、2002年からAppleがマーケティング素材に段階的に採用してきたMyriad Proフォントに似たビットマップフォントであるPodium Sansフォントが採用された。
Mac OS X以降、Chicagoフォントはシステムに含まれなくなったが、タイ語フォントである「Krungthep」と「Silom」は、ラテン文字部分にChicagoを使用しているため、代替フォントとして使用することができる。
Chicagoは、1996年8月から米国での「コンピュータソフトウェアに記録された書体フォント」においてAppleの登録商標となっている。